# 1-я гвардейская железнодорожная бригада
Не следует путать с 1-й гвардейской морской железнодорожной артиллерийской бригадой
1-я гвардейская железнодорожная бригада — гвардейское формирование, воинское соединение (железнодорожная бригада) железнодорожных войск РККА ВС СССР в Великой Отечественной войне и после неё, до этого 28-я отдельная железнодорожная бригада.
Сокращённое наименование — 1 гв.ждбр.

## История
В июне 1941 года в Харьковском военном округе началось формирование, укомплектование, слаживание частей и подразделений 28-й отдельной железнодорожной бригады (командир — полковник Н. В. Борисов, комиссар — старший батальонный комиссар Л. А. Гавенко) численностью до двух тысяч  бойцов и командиров.
28-я бригада включилась в работы лишь на 34 сутки после начала войны.
25—27 июля 1941 года 28-я железнодорожная бригада осуществляла техническое прикрытие и  оборону  станции Христиновка, выводила со станции 37 железнодорожных составов в тыл.
В августе — сентябре 1941 года 28-я железнодорожная бригада обеспечивала техническое прикрытие и обслуживание следующих участков Юго-Западного направления: Днепропетровский узел и железнодорожные участки Нижнеднепровск — Новомосковск, Нижнеднепровск — Синельниково — Запорожье, Синельниково — Павлоград, Павлоград — Лозовая, Новомосковск — Константиноград, Константиноград — Лозовая, Запорожье — Фёдоровка;
В ноябре 1941 года бригада на правом фланге 12-й армии обороняет участок Водопровод — Сентяновка, предотвратив прорыв 4-го немецкого армейского корпуса генерала Шведлера к Ворошиловграду. За героизм 56 командиров и бойцов были награждены орденами и медалями.

16 ноября 1941 года 4-й немецкий армейский корпус генерала Шведлера перешёл в наступление и к исходу дня вклинился на глубину до 20 километров в расположение нашей 12-й армии северо-восточнее Артёмовска. Оперативная обстановка сложилась так, что на правом фланге армии других частей, кроме железнодорожных, не было. Обнаружив слабое место, фашисты рассчитывали без особого труда овладеть Ворошиловградом и тем самым отвлечь  советские войска с ростовского направления, где противник наносил главный удар.
Командующий  12-й армией генерал-майор К. А. Коротеев возложил оборону  участка в районе станций Водопровод, Сентяновка, Родаково на  28-ю железнодорожную бригаду, с тем чтобы до подхода стрелковых частей прикрыть правый фланг армии.

Командир  бригады  полковник Н. В. Борисов принял решение: для выполнения поставленной задачи срочно создать сводный батальон. В него вошли находившиеся поблизости  подразделения  11-го и 12-го восстановительных и 20-го мостового батальонов общей численностью 577 человек.— [militera.lib.ru/h/zheleznodorozhnye_voyska_rossii/20.html Сайт Милитера]
Командиром сводного батальона был назначен капитан С. Н. Марков, комиссаром — старший политрук П. И. Векшин, оба погибли в бою. С 19 по 21 ноября 1941 года сводный батальон стоял насмерть, но не пустил  танки Шведлера к Ворошиловграду.
Огромную помощь бойцам бригады оказывали бронепоезда № 2 «За Родину!» (командир — капитан А. Л. Бондаренко), № 6 «За Родину!» (командир — капитан П. К. Шурыгин) и № 11 «За Родину!» (командир — капитан П. М. Бойко).
Утром 19 ноября под прикрытием огня двух броневых поездов железнодорожные батальоны начали наступление на Голубовку. Части бригады ворвались на северо-восточную окраину посёлка и удерживали её. В течение 20 ноября гитлеровцы неоднократно переходили в атаки, стремясь обойти правый фланг бригады. Но поддержанные огнём бронепоездов, которые уничтожили немало огневых точек и солдат противника, воины-железнодорожники отбросили фашистов. 21 ноября в ходе жестокой артиллерийской дуэли были повреждены бронепаровозы, что значительно ослабило действия бронепоездов. Но они продолжали мужественно сражаться, ведя активную оборону.
Вскоре прибыло подкрепление — стрелковая бригада, а с ней бронепоезд № 8 под командованием Героя Советского Союза X. И. Ибрагимова. Один из участников этих боёв И. М. Бобриков уточнял: «Бронепоезд № 8 „Имени Изюмских рабочих“ был построен в городе Изюм Украинской ССР. В ноябре 1941 года он был переброшен под Ростов. Командовал бронепоездом № 8 Герой Советского Союза капитан X. И. Ибрагимов. Звание это было получено им за участие в Финской кампании 1939—1940 годов. Экипаж действовал мужественно и умело». Железнодорожники смогли восстановить один из бронированных паровозов и несколько боевых площадок. Место повреждённых бронепаровозов заняли небронированные паровозы — «чёрные», как их называли железнодорожники. Под командованием капитана X. И. Ибрагимова бронепоезд № 8 снова вступил в схватку со врагом и отбросил пехоту захватчиков. Шесть суток шёл неравный бой, победителями в котором вышли воины-железнодорожники. Фашисты так и не смогли занять Сентяновку.
28 апреля 1942 года, приказом Народного комиссара обороны СССР № 127 28-я отдельная железнодорожная бригада, отличившаяся в боях под Сентяновкой, награждена почётным званием «Гвардейская» и была преобразована в 1-ю гвардейскую железнодорожную бригаду (командир бригады полковник Борисов Н. В.).

28-я отдельная железнодорожная бригада показала образцы мужества, отваги, дисциплины и организованности. Ведя непрерывные бои с немецко-фашистскими захватчиками, указанная часть нанесла огромные потери фашистским войскам и своими сокрушительными ударами уничтожила живую силу и технику противника, беспощадно громила немецких захватчиков. За проявленную отвагу в боях за Отечество с немецкими захватчиками, за стойкость, мужество, дисциплину и организованность, за героизм личного состава преобразовать 28-ю железнодорожную бригаду в 1-ю гвардейскую железнодорожную бригаду.— приказа Народного комиссара обороны СССР № 127,  от 28 апреля 1942 года.
17 мая 1942 года, заместитель начальника железнодорожных войск генерал-майор А. Е. Крюков вручил 1-й гвардейской железнодорожной бригаде Гвардейское Знамя. К этому времени бригадой командовал полковник В. А. Чигарков.
В январе-феврале 1943 года бригада под командованием полковника В. П. Тиссона восстанавливала мостовые переходы около острова Хортица.
В апреле-мае 1944 года бригада восстанавливала железнодорожные переходы через реки  Ингул и Южный Буг.
В январе-феврале 1945 года бригада  под командованием генерал-майора В. П. Тиссона восстановила мост через Вислу около Варшавы.
В апреле 1945 года бригада   восстановила мост через Одер около Франкфурта-на-Одере.
После Великой Отечественной войны 1 гв.ждбр (штаб-квартира — Львов) дислоцировалась на европейской территории СССР, и входила в состав 2-го железнодорожного корпуса (штаб-квартира — Киев).

## Состав

### 1941
На 1941 год:
- управление (штаб);
- 11-й отдельный восстановительный батальон;
- 12-й отдельный восстановительный батальон;
- 20-й отдельный мостовой батальон;

### 1942
На 1942 год:
- управление (штаб);
- 11-й отдельный восстановительный железнодорожный ордена Красной Звезды батальон;[2][3]
- 12-й отдельный восстановительный железнодорожный батальон;[2][3]
- 27-й отдельный восстановительный железнодорожный батальон;[2][3]
- 20-й отдельный мостовой железнодорожный Краснознамённый батальон;[2][3]
- 13-я отдельная эксплуатационная железнодорожная  рота;[2][3]

### 1943
На февраль 1943 года:
- управление (штаб);
- три отдельных путевых батальона - 11-й, 12-й, 27-й восстановительные железнодорожные батальоны;
- 5-й отдельный мостовой железнодорожный батальон;[2][3]
- 21-й отдельный батальон механизации железнодорожных работ[3];
- 13-я отдельная эксплуатационная железнодорожная рота;

В 1944 году бригада пополнилась 2-м отдельным батальоном восстановления железнодорожной связи, а 13-я отдельная эксплуатационная железнодорожная рота стала 21-м отдельным батальоном механизированных работ.

### 1989
На 1989 год:
- управление (штаб);
- 11-й отдельный путевой батальон;
- 12-й отдельный путевой батальон;
- 15-й Краснознамённый отдельный путевой батальон;
- 458-й отдельный путевой батальон;
- 210-й отдельный мостовой батальон;

## Командиры
- полковник Борисов, Николай Владимирович - 1942
- полковник Чигарков, Виктор Анисимович - 1943
- полковник / генерал-майор технических войск Тиссон, Валентин Павлович - с 1944 по 10.1945
- врио полковник Земелькин, Иван Васильевич - 8.1945, с 10.1945.

## Знаки отличия
- За проявленную отвагу в боях за Отечество с немецкими захватчиками, за стойкость, мужество, дисциплину и организованность, за героизм личного состава в боях под Сентяновкой, Приказом Народного комиссара обороны СССР от 28 апреля 1942 года № 127 28-я отдельная железнодорожная бригада была награждена почётным званием «Гвардейская» и преобразована в 1-ю гвардейскую железнодорожную бригаду.
- За наведение моста через р. Висла на 7 суток раньше сроков 1 гв.ждбр была удостоена почётного наименования «Варшавская».
- За образцовое выполнение заданий командования в боях с немецкими захватчиками, за овладение крепостью Прага и проявленные при этом доблесть и мужество Указом Президиума Верховного Совета СССР от 31 октября 1944 г. «О награждении орденами соединений и частей Красной Армии» награждена орденом Кутузова 2-й степени.